# Contea di Grundy (Tennessee)
La contea di Grundy (in inglese Grundy County) è una divisione amministrativa dello Stato del Tennessee, negli Stati Uniti. La popolazione al censimento del 2000 era di 14 332 abitanti. Il capoluogo di contea è Altamont.